# Григориј Потемкин
Григориј Александрович, кнез Потемкин-Таврически (рус. Григо́рий Алекса́ндрович Потёмкин, князь Потёмкин-Таври́ческий; Чизов, 24. септембар 1739 — Јаши, 16. октобар 1791) је био руски војсковођа, државник, гроф и пресветли кнез. Миљеник, а од 1775. по неким изворима морганатски супруг Катарине Велике.
Изворни изговор његовог презимена је Патјомкин, али је у српском језику устаљен облик Потемкин.
Остао је упамћен по свом настојању да колонизује ретко насељене степе јужне Украјине, које су припале Русији након анексије Крима 1783, мање од девет година пошто је постао самосталан као резултат Првог руско-турског рата (1768—1774). Потемкин је основао градове као што су: Херсон, Николајев, Севастопољ и Дњепропетровск. Надалеко је чувен по термину „Потемкинова села“. Отац му је био Александар Потемкин, а мајка Дарија Скуратова.

## Детињство и младост
Григорије, потомак Московског дипломате Пјотра Потемкина, је рођен у селу Чизову у близини Смоленска у официрској породици. По завршетку студија на Московском универзитету, ступио је у коњичку гарду. Учествовао је у побуни 1762. којом ја збачен Петар III и устоличена Катарина Велика. Унапређен је у помоћника гардијског поручника. Катарини су били потребни поуздани сарадници и она је уочила Потемкинову енергију и организационе способности.

## Љубавник Катарине Велике
Године 1774. њихова веза је поримила много интимнији карактер. Потемкин је постао миљеник царице; примио је многа одликовања и постављен на важне положаје. Током наредних 17 година, био је најутицајнији човек у Русији. Потемкин је уживао у претераном луксузу и сопственом богатству. Као и Катарина, руководио се идејама просветитељства. Исказивао је верску толеранцију и пружио заштиту националним мањинама. Као врховни командант Руске војске (од 1784. године), залагао се за много хуманију врсту војне дисциплине, захтевајући од официра да се према војницима односе очински.
Неки историчари тврде да су се књаз Потемкин и царица Катарина тајно венчали 1775. у Вазнесењској цркви у Москви. Њихова кћи, Јелисавета Григорјевна, носила је презиме Тјомкина, што се тумачи као крње очево презиме.
На Катаринин захтев, цар Јозеф II прогласио је Потемкина 1776. принцем Светог римског царства. Од 1775, у царичиној милости је био Завадовски, а веза између Катарине и њеног бившег љубавника је постала чисто пријатељска, и његов утицај на њу није никада био озбиљније пољуљан од стране њених каснијих миљеника. Постојале су гласине да су се Катарина и Потемкин тајно венчали, негде у то време, али то никада није ни доказано нити оповргнуто. У сваком случају, постоје многи докази његовог великог утицаја на царицу током следећих 10 година. Њихова преписка је била стална, и већина важних државних списа је прошла кроз његове руке.

## Гувернер Нове Русије
Потемкин је постигао импресиван успех у новоосвојеним руским, јужним провинцијама, у којим је био апсолутни владар. Помагао је и Руске и стране колонисте, основао је неколико нових градова, и створио Црноморску флоту. Године 1783. спровео је план за анексију Крима, за који је награђен титулом Пресветли кнез Таврически, или кнез Тауриде, по античком имену Крима. Четири године касније организовао је Катаринин дуго најављивани пут, са њеном пратњом, у јужне провинције. То је довело до руско-турског рата, који Русија није дочекала спремна. Као командант, Потемкин је био јако опрезан, што је војно оправдано, али му није донело на популарности.
Његов систем колонизације је био изложен озбиљним критикама, иако је дао сјајне резултате. Било је претеривања у свему што је покушавао. Није штедео ни људе, ни новац, ни себе самог у настојању да спроведе своје планове колонизације до краја; али никада није водио рачуна о трошковима, па се готово од три четвртине пројеката одустало на пола пута.
Године 1790. предводио је војне операције на Дњестру. Године 1791. вратио се у Санкт Петербург, где је настојао да се наметне царици уместо њеног новог љубавника, принца Зубова, и за 4 месеца је потрошио 850.000 рубаља на банкете и забаве. Царица је била нестрпљива и послала га је у Јаши да води мировне преговоре као руски опуномоћеник. Петог октобра 1791, док је био на путу за Николајев, преминуо је на око 60 километара од Јашија.

## Пишчевићи и кнез Потемкин
Александар Пишчевић често у својим мемоарима спомиње свога савременика и себи надређеног, кнеза Потемкина, као и поједине његове особине, навике, детаље из живота...